# دورنير دو 24
دورنير دو 24  (بالإنجليزية: Dornier Do 24)‏ هي طائرة إنقاذ أنتجت في 1937-1945 بألمانيا. من صناعة دورنير للطائرات. كان أول طيران لها في 3 يوليو 1937. صنع منها 279 طائرة.